# Sasha Lane
Sasha Lane, född 29 september 1995 i Houston, Texas, är en amerikansk skådespelare.
Sasha Lane har bland annat medverkat i TV-serierna Loki från 2021, Conversations With Friends från 2022 och The Crowded Room från 2023. Hon har även medverkat i filmen The Miseducation of Cameron Post från 2018.

## Filmografi (i urval)
- 2018 – The Miseducation of Cameron Post
- 2021 – Loki (TV-serie)
- 2022 – Conversations With Friends (TV-serie)
- 2023 – The Crowded Room (TV-serie)
- 2024 – Twisters